# 윤철형
윤철형(尹喆衡, 1960년 7월 15일 ~ )은 대한민국의 배우이다.

## 생애
그는 1981년 연극 배우로 첫 데뷔하였고 이듬해 1982년 뮤지컬 배우로 데뷔하였으며 1년 후 1984년 MBC 17기 공채 탤런트로 정식 데뷔한 그는 이후 배우로서 《아들과 딸》, 《경찰특공대》, 《태양의 남쪽》, 《신돈》등 다양한 장르의 드라마에서 수많은 역을 맡아 조연으로 자리잡았다. 그의 사촌 누이동생은 미스에스의 제이스이다.

## 학력
- 1976년 ~ 1979년 인천고등학교
- 1979년 ~ 1981년 인천전문대학 체육학과 전문학사
- 2011년 ~ 2013년 인천대학교 체육학과 학사
- 2015년 ~ 2017년 중앙대학교 예술대학원 공연영상학과 연기뮤지컬전공 석사

## 경력
- 1984년 MBC 17기 공채 탤런트
- 2010년 MBC 탤런트회 부회장
- 2010년 대한스포츠프로골프협회 부회장
- 2010년 극단 큐브씨어터 대표
- 2010년 문경시 홍보대사
- 2013년 해양경찰청 명예홍보대사
- 2015년 한국영화배우협회 이사
- 2017년 MBC 탤런트회 회장

## 출연

### 방송

#### 드라마
- 1984년 MBC 《수사반장》
- 1984년 MBC 《뿌리깊은 나무》
- 1984년 MBC 《3840 유격대》
- 1984년 MBC 《두 형사》
- 1984년 MBC 《MBC 베스트셀러극장 - 행복에의 초대》
- 1985년 MBC 《조선왕조 오백년 - 풍란》
- 1985년 MBC 《조선왕조 오백년 - 임진왜란》 - 임우화 역
- 1986년 MBC 《회천문》 - 허균의 제자 역
- 1986년 MBC 《남한산성》 - 원창령 역
- 1987년 MBC 《불새》
- 1988년 MBC 《인현왕후》 - 복선군 역
- 1988년 MBC 《대검자》 - 왕천 역
- 1988년 KBS 2TV 《훠어이 훠어이》
- 1988년 MBC 《거인》
- 1989년 MBC 《대도전》
- 1990년 MBC 《내 친구 천사》
- 1990년 MBC 《반민특위》 - 특경대원 역
- 1991년 MBC 《장미빛 인생》
- 1991년 MBC 《여명의 눈동자》
- 1992년 MBC 《질투》
- 1992년 MBC 《아들과 딸》- 한준, 한봉팔(준이오빠,종말의 남자친구) 역
- 1992년 MBC 《MBC 베스트극장 - 위험한 허니문》
- 1993년 MBC 《제3공화국》
- 1993년 MBC 《사랑의 방식》
- 1993년 MBC 《당신 없는 행복이란》
- 1994년 MBC 《야망》 - 이용수 역
- 1994년 SBS 《질주》
- 1994년 MBC 《짝》 - 명근 역
- 1996년 MBC 《나》
- 1997년 MBC 《신데렐라》
- 1997년 MBC 《그대 그리고 나》 - 윤수한 역
- 1998년 SBS 《홍길동》
- 1999년 MBC 《날마다 행복해》 - 황 상무 역
- 2000년 SBS 《경찰특공대》 - 김인수 역
- 2001년 MBC 《홍국영》 - 불칼 역
- 2002년 EBS 1TV 《TV로 보는 원작동화 - 아빠의 선생님》 - 문수 아버지 역
- 2002년 KBS 2TV 《KBS 드라마시티 - 아주 특별한 선물》 - 윤우 삼촌 역
- 2003년 KBS 2TV 《KBS 드라마시티 - 순결한 그녀》 - 박남식 역
- 2003년 SBS 《태양의 남쪽》 - 차승욱 역
- 2003년 KBS 2TV 《KBS 드라마시티 - 엄마의 첫 사랑》
- 2004년 KBS 2TV 《울라불라 블루짱》 - 노진식 역
- 2005년 MBC 《신돈》 - 김용 역
- 2006년 SBS 《연개소문》 - 우문화급 역
- 2006년 SBS 《맨발의 사랑》 - 윤상철 역
- 2007년 OCN 《폴리스 라인》
- 2009년 KBS 2TV 《다 줄거야》 - 이윤 역
- 2012년 MBC 《무신》 - 최준문 역
- 2012년 JTBC 《인수대비》 - 윤필상 역
- 2016년 네이버 TV 《헬로우 버스킹》 - 아버지 역
- 2018년 MBC 《부잣집 아들》 - 남수환 역
- 2021년 KBS 1TV 《태종 이방원》 - 고려 내관 역

#### 재연극
- 1999년 KBS 2TV 《부부클리닉 사랑과 전쟁》

#### 교양
- 2015년 EBS 1TV 《토크쇼 부모 고수다》
- 2016년 EBS 1TV 《아버지의 귀환》

#### 예능
- 2015년 JTBC 《유자식 상팔자》

### 영화
- 1987년 《화려한 변신》
- 1988년 《욕》 - 노태수 역
- 1991년 《서울의 달빛》
- 1992년 《겨울 미리내》
- 1993년 《이혼녀》
- 1994년 《작은거인》
- 1994년 《여자 아리랑》
- 1995년 《여자 일기》
- 1998년 《천년환생》
- 2002년 《휘파람 공주》 - 선배 역 (특별 출연)
- 2007년 《저 하늘에도 슬픔이》 - 아빠 역
- 2010년 《무법자》 - 장 계장 역
- 2016년 《사랑은 없다》 - (우정 출연)
- 2022년 《피는 물보다 진하다》 - 최 팀장 역

### 공연

#### 연극
- 1981년 《금 따는 콩밭》 - 영식 역
- 2010년 《코메디 클럽에서 울다》

#### 뮤지컬
- 1994년 《아가씨와 건달들》 - 베니 사우드스트릿 역

#### 콘서트
- 2011년 《지금 몇 시죠? - 백영규 스토리콘서트》

### 광고
- 1990년 현대자동차 현대 엑셀 (feat 김민정)
- 1993년 롯데제과 더블비얀코 (feat. 이승연)
- 2005년 KTD 한국전화번호부 슈퍼페이지
- 2006년 오스모스 니코덴트치약
- 2011년 쿠미디어 제로스

## 수상
- 2004년 제2회 한·중·일 문화예술대상 특별연기상

## 가족 관계
- 작은 아버지 : 윤일로
- 배우자 : 김태연
  - 딸 : 윤유정 (1995년 ~ )
  - 아들 : 윤경호 (1997년 ~ )